# Fußball-Weltmeisterschaft der Frauen 1999

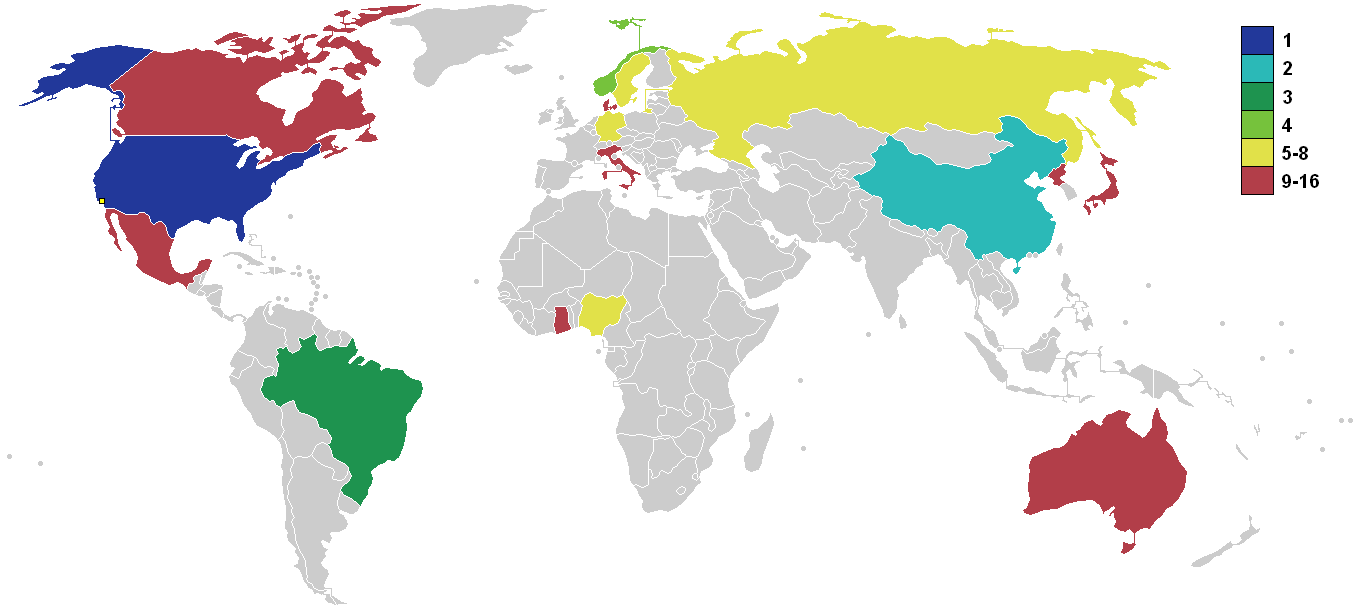
Platzierungen der Teilnehmer

Die Endrunde der Fußball-Weltmeisterschaft der Frauen 1999 war die dritte Ausspielung des bedeutendsten Turniers für Frauenfußball-Nationalmannschaften und wurde vom 19. Juni bis zum 10. Juli 1999 in den USA ausgetragen.
Die US-Frauen gewannen ihren zweiten WM-Titel vor heimischem Publikum. Beste Torjägerinnen waren die Brasilianerin Sissi und die Chinesin Sun Wen, die auch zur besten Spielerin des Turniers gewählt wurde.
Die Viertelfinalteilnehmer qualifizierten sich zusätzlich für die Olympischen Spiele 2000. Da Australien als Gastgeber der Olympischen Spiele allerdings bereits in der Vorrunde scheiterte, qualifizierte sich Russland, als schlechteste Mannschaft des Viertelfinals, nicht für die Olympischen Spiele.
Erstmals wurden nur Frauen als Schiedsrichter eingesetzt.

## Spielorte
Die Spiele der Weltmeisterschaft 1999 wurde in acht Stadien in acht verschiedenen Städten in den USA ausgetragen.
| Chicago |

| East Rutherford |

| Pasadena |

| Foxborough |

| Landover |

| Portland |

| San José |

| Stanford |

| Chicago |

| East Rutherford |

| Pasadena |

| Foxborough |

| Landover |

| Portland |

| San José |

| Stanford |

## Modus
Das Teilnehmerfeld erhöhte sich im Vergleich zu den beiden vorhergegangenen Weltmeisterschaften um vier auf 16 Mannschaften. Der Modus änderte sich dennoch nur geringfügig. Es gab erstmals vier Gruppen zu je vier Mannschaften. Die beiden Erstplatzierten jeder Gruppe qualifizierten sich fürs Viertelfinale. Ab dem Viertelfinale wurde der Weltmeister im K.-o.-System ausgespielt. Stand nach der regulären Spielzeit kein Sieger fest, wurde eine zweimal 15-minütige Verlängerung gespielt. In der Verlängerung galt die Regel des Golden Goals, wer also das erste Tor der Verlängerung erzielte, hatte das Spiel gewonnen. Fiel während der Verlängerung kein Tor, gab es ein Elfmeterschießen.

## Teilnehmer
Für Ghana, Mexiko, Nordkorea und Russland war es die erste WM-Teilnahme. Folgende Frauen-Mannschaften nahmen an der dritten Frauenfußball-WM teil:
| 6 aus Europa                           | Dänemark   | Deutschland | Italien   | Norwegen | Russland |
|                                        | Schweden   |             |           |          |          |
| 1 aus Südamerika                       | Brasilien  |             |           |          |          |
| 3 aus Nord-, Mittelamerika und Karibik | Kanada     | Mexiko      | USA (GG)  |          |          |
| 2 aus Afrika                           | Ghana      | Nigeria     |           |          |          |
| 3 aus Asien                            | China      | Japan       | Nordkorea |          |          |
| 1 aus Ozeanien                         | Australien |             |           |          |          |

## Vorrunde

### Gruppe A
| Pl. | Land      | Sp. | S | U | N | Tore    | Diff. | Punkte |
| --- | --------- | --- | - | - | - | ------- | ----- | ------ |
| 1.  | USA       | 3   | 3 | 0 | 0 | 013:100 | +12   | 09     |
| 2.  | Nigeria   | 3   | 2 | 0 | 1 | 005:800 | −3    | 06     |
| 3.  | Nordkorea | 3   | 1 | 0 | 2 | 004:600 | −2    | 03     |
| 4.  | Dänemark  | 3   | 0 | 0 | 3 | 001:800 | −7    | 0      |

|                                  |   |           |           |
| 19. Juni 1999 in East Rutherford |   |           |           |
| USA                              | – | Dänemark  | 3:0 (1:0) |
| 20. Juni 1999 in Pasadena        |   |           |           |
| Nordkorea                        | – | Nigeria   | 1:2 (0:0) |
| 24. Juni 1999 in Chicago         |   |           |           |
| USA                              | – | Nigeria   | 7:1 (6:1) |
| 24. Juni 1999 in Portland        |   |           |           |
| Nordkorea                        | – | Dänemark  | 3:1 (2:0) |
| 27. Juni 1999 in Landover        |   |           |           |
| Nigeria                          | – | Dänemark  | 2:0 (1:0) |
| 27. Juni 1999 in Foxborough      |   |           |           |
| USA                              | – | Nordkorea | 3:0 (0:0) |

Die Gastgeberinnen setzten sich wie erwartet souverän in der Vorrunde durch. Enttäuschend war das Abschneiden der Däninnen, die bei den beiden vorangegangenen Weltmeisterschaften jeweils ins Viertelfinale kamen. Bei der WM 1999 schieden sie ohne Punktgewinn aus. Nigeria konnte sich bei der dritten Teilnahme erstmals für das Viertelfinale qualifizieren. Die Nordkoreanerinnen schieden bei ihrer WM-Premiere nach der Vorrunde aus.

### Gruppe B
| Pl. | Land        | Sp. | S | U | N | Tore    | Diff. | Punkte |
| --- | ----------- | --- | - | - | - | ------- | ----- | ------ |
| 1.  | Brasilien   | 3   | 2 | 1 | 0 | 012:400 | +8    | 07     |
| 2.  | Deutschland | 3   | 1 | 2 | 0 | 010:400 | +6    | 05     |
| 3.  | Italien     | 3   | 1 | 1 | 1 | 003:300 | ±0    | 04     |
| 4.  | Mexiko      | 3   | 0 | 0 | 3 | 001:150 | −14   | 0      |

|                                  |   |           |           |
| 19. Juni 1999 in East Rutherford |   |           |           |
| Brasilien                        | – | Mexiko    | 7:1 (5:1) |
| 20. Juni 1999 in Pasadena        |   |           |           |
| Deutschland                      | – | Italien   | 1:1 (0:1) |
| 24. Juni 1999 in Chicago         |   |           |           |
| Brasilien                        | – | Italien   | 2:0 (1:0) |
| 24. Juni 1999 in Portland        |   |           |           |
| Deutschland                      | – | Mexiko    | 6:0 (1:0) |
| 27. Juni 1999 in Landover        |   |           |           |
| Deutschland                      | – | Brasilien | 3:3 (1:2) |
| 27. Juni 1999 in Foxborough      |   |           |           |
| Mexiko                           | – | Italien   | 0:2 (0:1) |

Die deutsche Mannschaft tat sich zu Beginn der Weltmeisterschaft schwer. Einem glücklichen Unentschieden gegen Italien folgte zwar ein 6:0-Kantersieg gegen Mexiko, doch im abschließenden Gruppenspiel gegen Brasilien kam man erneut nicht über ein Unentschieden hinaus und man belegte nur Platz 2 in der Tabelle. Brasilien schaffte es bei der dritten Teilnahme zum ersten Mal, die Vorrunde zu überstehen. Mexiko und Italien schieden in der Vorrunde aus.

### Gruppe C
| Pl. | Land     | Sp. | S | U | N | Tore    | Diff. | Punkte |
| --- | -------- | --- | - | - | - | ------- | ----- | ------ |
| 1.  | Norwegen | 3   | 3 | 0 | 0 | 013:200 | +11   | 09     |
| 2.  | Russland | 3   | 2 | 0 | 1 | 010:300 | +7    | 06     |
| 3.  | Kanada   | 3   | 0 | 1 | 2 | 003:120 | −9    | 01     |
| 4.  | Japan    | 3   | 0 | 1 | 2 | 001:100 | −9    | 01     |

|                                  |   |          |           |
| 19. Juni 1999 in San José        |   |          |           |
| Japan                            | – | Kanada   | 1:1 (0:1) |
| 20. Juni 1999 in Foxborough      |   |          |           |
| Norwegen                         | – | Russland | 2:1 (1:0) |
| 23. Juni 1999 in Landover        |   |          |           |
| Norwegen                         | – | Kanada   | 7:1 (2:1) |
| 23. Juni 1999 in Portland        |   |          |           |
| Japan                            | – | Russland | 0:5 (0:1) |
| 26. Juni 1999 in East Rutherford |   |          |           |
| Kanada                           | – | Russland | 1:4 (0:0) |
| 26. Juni 1999 in Chicago         |   |          |           |
| Norwegen                         | – | Japan    | 4:0 (3:0) |

Norwegen wurde in Gruppe C ohne größere Probleme Gruppenerster. Die Russinnen konnten sich etwas überraschend bei ihrer WM-Premiere vor Japan platzieren. Für Kanada war ebenso wie für Japan nach der Vorrunde Schluss.

### Gruppe D
| Pl. | Land       | Sp. | S | U | N | Tore    | Diff. | Punkte |
| --- | ---------- | --- | - | - | - | ------- | ----- | ------ |
| 1.  | China      | 3   | 3 | 0 | 0 | 012:200 | +10   | 09     |
| 2.  | Schweden   | 3   | 2 | 0 | 1 | 006:300 | +3    | 06     |
| 3.  | Australien | 3   | 0 | 1 | 2 | 003:700 | −4    | 01     |
| 4.  | Ghana      | 3   | 0 | 1 | 2 | 001:100 | −9    | 01     |

|                                  |   |            |           |
| 19. Juni 1999 in San José        |   |            |           |
| China                            | – | Schweden   | 2:1 (1:1) |
| 20. Juni 1999 in Foxborough      |   |            |           |
| Australien                       | – | Ghana      | 1:1 (0:0) |
| 23. Juni 1999 in Landover        |   |            |           |
| Australien                       | – | Schweden   | 1:3 (1:2) |
| 23. Juni 1999 in Portland        |   |            |           |
| China                            | – | Ghana      | 7:0 (3:0) |
| 26. Juni 1999 in East Rutherford |   |            |           |
| China                            | – | Australien | 3:1 (1:0) |
| 26. Juni 1999 in Chicago         |   |            |           |
| Ghana                            | – | Schweden   | 0:2 (0:0) |

China und Schweden setzten sich erwartungsgemäß in Gruppe D durch. Für Australien und Ghana blieben nur die Plätze 3 und 4.

## Finalrunde
|  | Viertelfinale            | Viertelfinale             |                         |                          | Halbfinale               | Halbfinale |  |  | Finale                   | Finale                   |
|  |                          |                           |                         |                          |                          |            |  |  |                          |                          |
|  | 30. Juni 1999 – San José |                           |                         |                          |                          |            |  |  |                          |                          |
|  | China                    | 2                         |                         |                          |                          |            |  |  |                          |                          |
|  | China                    | 2                         | 4. Juli 1999 – Stanford |                          |                          |            |  |  |                          |                          |
|  | Russland                 | 0                         |                         |                          |                          |            |  |  |                          |                          |
|  | Russland                 | 0                         | China                   | 5                        |                          |            |  |  |                          |                          |
|  |                          |                           | China                   | 5                        |                          |            |  |  |                          |                          |
|  |                          | Norwegen                  | 0                       |                          |                          |            |  |  |                          |                          |
|  | Norwegen                 | Norwegen                  | 0                       | 3                        |                          |            |  |  |                          |                          |
|  | Norwegen                 |                           |                         | 3                        |                          |            |  |  |                          |                          |
|  | Schweden                 | 1                         |                         | 10. Juli 1999 – Pasadena | 10. Juli 1999 – Pasadena |            |  |  |                          |                          |
|  | 30. Juni 1999 – San José | 30. Juni 1999 – San José  | China                   | 0 (4)                    |                          |            |  |  |                          |                          |
|  | 1. Juli 1999 – Landover  | 1. Juli 1999 – Landover   |                         | USA                      | 20 (5)2                  |            |  |  |                          |                          |
|  | USA                      | 3                         |                         |                          |                          |            |  |  |                          |                          |
|  | Deutschland              | 2                         |                         |                          |                          |            |  |  |                          |                          |
|  | Deutschland              | 2                         | USA                     | 2                        |                          |            |  |  |                          |                          |
|  |                          |                           | USA                     | 2                        | Spiel um Platz 3         |            |  |  |                          |                          |
|  |                          | Brasilien                 | 0                       |                          |                          |            |  |  |                          |                          |
|  | Brasilien                | Brasilien                 | 0                       | 141                      | Norwegen                 | 0 (4)      |  |  |                          |                          |
|  | Brasilien                | 4. Juli 1999 – Foxborough |                         | 141                      | Norwegen                 | 0 (4)      |  |  |                          |                          |
|  | Nigeria                  | 3                         |                         | Brasilien                | 20 (5)2                  |            |  |  |                          |                          |
|  | Nigeria                  | 3                         |                         |                          | 20 (5)2                  |            |  |  |                          |                          |
|  | 1. Juli 1999 – Landover  | 1. Juli 1999 – Landover   |                         |                          |                          |            |  |  | 10. Juli 1999 – Pasadena | 10. Juli 1999 – Pasadena |

1 Sieg nach Verlängerung
2 Sieg im Elfmeterschießen

### Viertelfinale
|                           |   |             |                    |
| 30. Juni 1999 in San José |   |             |                    |
| China                     | – | Russland    | 2:0 (1:0)          |
| Norwegen                  | – | Schweden    | 3:1 (0:0)          |
| 1. Juli 1999 in Landover  |   |             |                    |
| USA                       | – | Deutschland | 3:2 (1:2)          |
| Brasilien                 | – | Nigeria     | 4:3 n.V (3:3, 3:0) |

China setzte sich problemlos gegen Russland durch. Die Russinen verpassten durch die 0:2-Niederlage die Qualifikation für die Olympischen Spiele 2000 in Sydney. Norwegen schlug Schweden dank einer guten zweiten Halbzeit mit 3:1. Die Schwedinnen erzielten ihr Tor erst in der Nachspielzeit der zweiten Halbzeit und konnten sich somit in letzter Sekunde für die Olympischen Spiele qualifizieren.
Die deutsche Mannschaft schied unglücklich gegen die USA aus. Trotz zweimaliger Führung verlor man am Ende mit 2:3. Die einzige deutsche Torschützin war Bettina Wiegmann (45.). Zur 1:0-Führung für Deutschland traf die US-Amerikanerin Brandi Chastain, die auch das 2:2 erzielte. Eine torreiche Partie erlebten die Zuschauer beim Spiel Brasilien gegen Nigeria. Eine 3:0-Halbzeitführung reichte den Südamerikanerinnen nicht, das Spiel in der regulären Spielzeit zu gewinnen. Binnen 22 Minuten egalisierten die Frauen aus Westafrika den Rückstand. In der Verlängerung erzielte Sissi das Golden Goal für Brasilien.

### Halbfinale
|                            |   |           |           |
| 4. Juli 1999 in Stanford   |   |           |           |
| USA                        | – | Brasilien | 2:0 (1:0) |
| 4. Juli 1999 in Foxborough |   |           |           |
| Norwegen                   | – | China     | 0:5 (0:2) |

Vor 73.000 Zuschauern setzte sich der Gastgeber gegen die Überraschungsmannschaft des Turniers routiniert mit 2:0 durch. Michelle Akers sorgte in der 80. Minute für den Endstand per Strafstoß. China war Norwegen im zweiten Halbfinale in allen Belangen klar überlegen. Am Ende gab es eine deutliche 0:5-Niederlage für die Frauen aus Skandinavien. Sun Wen erzielte die Tore zum 1:0 und 5:0.

### Spiel um Platz 3
|                           |   |          |                |
| 10. Juli 1999 in Pasadena |   |          |                |
| Brasilien                 | – | Norwegen | 0:0, 5:4 i. E. |

Die Brasilianerinnen konnten sich im kleinen Finale zumindest Platz drei sichern. Zum ersten Mal endete ein Spiel bei einer Frauen-WM nach 90 Minuten 0:0. Aufgrund des anschließenden Finals wurde keine Verlängerung gespielt.

### Finale
Vor der damaligen Rekordkulisse von 90.185 Zuschauern wurde das dritte WM-Finale im Rose Bowl ausgetragen. Die US-Frauen gewannen ihren zweiten Titel durch einen Sieg im Elfmeterschießen gegen China. Es war das erste Mal bei einer Frauen-WM, dass das Finale durch ein Elfmeterschießen entschieden werden musste. Außerdem gewann zum ersten Mal die Mannschaft aus dem Land des Gastgebers das Turnier.
| USA                                          | USA | China | China |
| -------------------------------------------- | --- | --- | ----- |
| USA                                          | \| 10. Juli 1999 in Pasadena (Rose Bowl) \| \| Ergebnis: 0:0 n. V., 5:4 i. E. \| \| Zuschauer: 90.185 \| \| Schiedsrichterin: Nicole Petignat ( Schweiz) \|                                                                          | \| 10. Juli 1999 in Pasadena (Rose Bowl) \| \| Ergebnis: 0:0 n. V., 5:4 i. E. \| \| Zuschauer: 90.185 \| \| Schiedsrichterin: Nicole Petignat ( Schweiz) \|                   | China |
| USA                                          | Briana Scurry – Carla Overbeck, Joy Fawcett, Kate Sobrero, Brandi Chastain – Michelle Akers (91. Sara Whalen), Julie Foudy, Kristine Lilly – Mia Hamm, Cindy Parlow (57. Shannon MacMillan), Tiffeny Milbrett (115. Tisha Venturini) | Gao Hong – Fan Yunjie, Wen Lirong, Bai Jie – Wang Liping, Zhao Lihong (114. Qiu Haiyan), Liu Ailing, Pu Wei (59. Zhang Ouying), Liu Ying – Jin Yan (119. Xie Huilin), Sun Wen | China |
| USA                                          | Elfmeterschießen | | China |
| USA                                          | 1:1 Carla Overbeck 2:2 Joy Fawcett 3:2 Kristine Lilly 4:3 Mia Hamm 5:4 Brandi Chastain | 0:1 Xi Huilin 1:2 Qiu Haiyan Liu Ying (gehalten) 3:3 Zhang Ouying 4:4 Sun Wen                                                                                                 | China |
| USA                                          | Michelle Akers | Zhang Ouying, Liu Ailing | China |
| 10. Juli 1999 in Pasadena (Rose Bowl)        | | |       |
| Ergebnis: 0:0 n. V., 5:4 i. E.               | | |       |
| Zuschauer: 90.185                            | | |       |
| Schiedsrichterin: Nicole Petignat ( Schweiz) | | |       |

Die US-Mannschaft wurde als erstes Fußballteam der USA als Sports Illustrated Sportler des Jahres in den USA gewählt.

## Beste Torschützinnen
| Rang | Spielerin           | Tore |
| ---- | ------------------- | ---- |
| 1    | Sissi               | 7    |
|      | Sun Wen             | 7    |
| 3    | Ann Kristin Aarønes | 4    |
| 4    | Inka Grings         | 3    |
|      | Nkiru Okosieme      | 3    |
|      | Marianne Pettersen  | 3    |
|      | Pretinha            | 3    |
|      | Liu Ailing          | 3    |
|      | Jin Yan             | 3    |
|      | Tiffeny Milbrett    | 3    |
|      | Hege Riise          | 3    |
|      | Bettina Wiegmann    | 3    |

Siehe auch: Torjägerliste aller Weltmeisterschaften

## Schiedsrichterinnen
Bei der dritten Frauen-Weltmeisterschaft wurden erstmals nur Frauen als Unparteiische eingesetzt. Insgesamt wurden 16 Schiedsrichterinnen und 14 Schiedsrichterassistentinnen aus 25  verschiedenen Nationen aus allen Fußball-Kontinentalverbänden eingesetzt. Aus dem deutschsprachigen Raum wurden Nicole Petignat aus der Schweiz und Elke Günthner aus Deutschland als Schiedsrichterinnen nominiert. Während Günthner nur eine Partie pfiff, leitet Petignat vier Spiele, darunter auch das Finale.
| Verband  | Schiedsrichterin              | Spiele | Spiele |    |   |   | 4. O. |                            | Assistentin 1                | Assistentin 2 |
| Verband  | Schiedsrichterin              | Anzahl | Partie |    |   |   | 4. O. |                            | Assistentin 1                | Assistentin 2 |
| -------- | ----------------------------- | ------ | ------ | -- | - | - | ----- | -------------------------- | ---------------------------- | ------------- |
| AFC      | Im Eun-ju                     | 4      | -      | 6  | 0 | 0 | 2     | Boni Bishop (CONCACAF)     | Jackeline Saez (CONCACAF)    |               |
| AFC      | Im Eun-ju                     | 4      | -      | 6  | 0 | 0 | 2     | Boni Bishop (CONCACAF)     | Adeola Omoleye Adeyemi (CAF) |               |
| AFC      | Im Eun-ju                     | 4      | -      | 6  | 0 | 0 | 2     | Maria Rodriguez (CONCACAF) | Ghislaine Labbe (UEFA)       |               |
| AFC      | Im Eun-ju                     | 4      | -      | 6  | 0 | 0 | 2     | Hisae Yoshizawa            | Maria Rodriguez (CONCACAF)   |               |
| AFC      | Zuo Xiudi                     | 2      | -      | 3  | 0 | 0 | 1     | Ghislaine Labbe (UEFA)     | Lu Lijuan                    |               |
| AFC      | Zuo Xiudi                     | 2      | -      | 3  | 0 | 0 | 1     | Lu Lijuan                  | Ri Song-ok                   |               |
| CAF      | Fatou Gaye                    | 1      | -      | 3  | 0 | 0 | 3     | Hisae Yoshizawa (AFC)      | Ana Perez (CONMEBOL)         |               |
| CAF      | Bola Abidoye                  | 2      | -      | 2  | 0 | 0 | 1     | Adeola Omoleye Adeyemi     | Jackeline Saez (CONCACAF)    |               |
| CAF      | Bola Abidoye                  | 2      | -      | 2  | 0 | 0 | 1     | Jackeline Saez (CONCACAF)  | Comfort Cofie                |               |
| CONCACAF | Sonia Denoncourt              | 3      | -      | 3  | 0 | 0 | 2     | Ana Perez (CONMEBOL)       | Hisae Yoshizawa (AFC)        |               |
| CONCACAF | Sonia Denoncourt              | 3      | -      | 3  | 0 | 0 | 2     | Ann Wenche Kleven (UEFA)   | Corrie Kruithof (UEFA)       |               |
| CONCACAF | Sonia Denoncourt              | 3      | -      | 3  | 0 | 0 | 2     | Maria Rodriguez            | Ana Perez (CONMEBOL)         |               |
| CONCACAF | Kari Seitz                    | 1      | -      | 6  | 0 | 1 | 3     | Ann Wenche Kleven (UEFA)   | Ri Song-ok (AFC)             |               |
| CONCACAF | Sandra Hunt                   | 2      | -      | 3  | 0 | 1 | 2     | Ana Bia Batista (CONMEBOL) | Boni Bishop                  |               |
| CONCACAF | Sandra Hunt                   | 2      | -      | 3  | 0 | 1 | 2     | Ana Perez (CONMEBOL)       | Hisae Yoshizawa (AFC)        |               |
| CONCACAF | Virginia Tovar                | 2      | -      | 4  | 0 | 1 | 3     | Maria Rodriguez            | Jackeline Saez               |               |
| CONCACAF | Virginia Tovar                | 2      | -      | 4  | 0 | 1 | 3     | Maria Rodriguez            | Jackeline Saez               |               |
| CONMEBOL | Marisela Contreras de Fuentes | 1      | -      | 3  | 0 | 0 | 1     | Ghislaine Labbe (UEFA)     | Susanne Borg (UEFA)          |               |
| CONMEBOL | Marta Thoro                   | 1      | -      | 6  | 1 | 0 | 1     | Maria Rodriguez (CONCACAF) | Ana Bia Batista              |               |
| CONMEBOL | Marta Thoro                   | 1      | -      | 6  | 1 | 0 | 1     | Ana Perez                  | Corrie Kruithof (UEFA)       |               |
| CONMEBOL | Maria Siqueira                | 1      | -      | 4  | 0 | 0 | 1     | Hisae Yoshizawa (AFC)      | Ana Perez                    |               |
| CONMEBOL | Maria Siqueira                | 1      | -      | 4  | 0 | 0 | 1     | Comfort Cofie (CAF)        | Cleidy Ribeiro               |               |
| OFC      | Tammy Ogston                  | 1      | -      | 1  | 0 | 0 | 3     | Ri Song-ok (AFC)           | Lu Lijuan (AFC)              |               |
| UEFA     | Nicole Petignat               | 4      | -      | 11 | 0 | 0 | 2     | Susanne Borg               | Ghislaine Labbe              |               |
| UEFA     | Nicole Petignat               | 4      | -      | 11 | 0 | 0 | 2     | Corrie Kruithof            | Susanne Borg                 |               |
| UEFA     | Nicole Petignat               | 4      | -      | 11 | 0 | 0 | 2     | Boni Bishop (CONCACAF)     | Comfort Cofie (CAF)          |               |
| UEFA     | Nicole Petignat               | 4      | -      | 11 | 0 | 0 | 2     | Ghislaine Labbe            | Ana Perez (CONMEBOL)         |               |
| UEFA     | Katriina Elovirta             | 3      | -      | 12 | 0 | 0 | 3     | Comfort Cofie (CAF)        | Maria Rodriguez(CONCACAF)    |               |
| UEFA     | Katriina Elovirta             | 3      | -      | 12 | 0 | 0 | 3     | Maria Rodriguez (CONCACAF) | Cleidy Ribeiro (CONMEBOL)    |               |
| UEFA     | Katriina Elovirta             | 3      | -      | 12 | 0 | 0 | 3     | Hisae Yhsizawa (AFC)       | Ghislaine Labbe              |               |
| UEFA     | Gitte Nielsen                 | 1      | -      | 6  | 0 | 0 | 3     | Corrie Kruithof            | Ann Wenche Kleven            |               |
| UEFA     | Elke Günthner                 | 1      | -      | 2  | 0 | 1 | 1     | Cleidy Ribeiro (CONMEBOL)  | Adeola Omoleye Adeyemi (CAF) |               |

## Auszeichnungen

### adidas Goldener Ball
Den Goldenen Ball als beste Spielerin des Turniers erhielt die Chinesin Sun Wen. Der Silberne Ball ging an die Brasilianerin Sissi und der Bronzene Ball an die US-Amerikanerin Michelle Akers.

### adidas Goldener Schuh
Den Goldenen Schuh als erfolgreichste Torschützin erhielt die Brasilianerin Sissi für ihre sieben Turniertore. Der Silberne Schuh ging an die Chinesin Sun Wen ebenfalls sieben Tore, darunter ein Elfmeter und der Bronzene Schuh an die Norwegerin Ann Kristin Aarønes.

### FIFA-Fairplay-Auszeichnung
Der FIFA-Fairplay-Preis für die fairste Mannschaft des Turniers ging an China.